# Federação Francesa de Ciclismo
A Federação Francesa de Ciclismo, também conhecida como FFC, (em francês: Fédération Française de Cyclisme) é o máximo corpo reitor do ciclismo de competição na França.
A FFC é membro da União Ciclista Internacional -UCI- e da União Europeia de Ciclismo -UEC-. O atual presidente é Michel Callot desde o ano 2017.

## História
A Union Vélocipédique Française -UVF- foi a predecessora da FFC. Foi fundada a 6 de fevereiro de 1881 em Paris, concretamente no café Le Marengo, por delegados de dez clubes de ciclismo. Nesse mesmo dia, estes dez delegados tinham decidido também criar um campeonato nacional que consistisse numa corrida de 10 quilómetros. O primeiro presidente foi o parisino Paul Devilliers. Desde a sua fundação, a UVF admitiu a todos os ciclistas profissionais. A UVF foi reformada a 20 de dezembro de 1940, quando passou a se conhecer como a Fédération Française de Cyclisme.
Em fevereiro de 2009, David Lappartient resultou eleito para dirigir o organismo por um período de quatro anos. Assim mesmo, foi reeleito de novo em fevereiro de 2013. Desde o ano 2017 o atual presidente é Michel Callot quem substituição a David Lappartient quem na atualidade desempenha-se como presidente da União Ciclista Internacional.

## Lista de presidentes
- Dr Louis Zwahlen (1941)
- César Banino (1942-1943)
- Roger Mequillet (1944)
- Achille Legros (1944-1945)
- Achille Joinard (1945-1957)
- Louis Doreau (1957-1960)
- Louis Daugé (1960-1966)
- Fernand Clerc (1966-1968)
- Ulysee A suant (1969-1972)
- Olivier Dussaix (1973-1978)
- Germain Simon (1979-1988)
- François Alaphilippe (1989-1992)
- Daniel Baal (1993-2000)
- Jean Pitallier (2001-2008)
- David Lappartient (2009-2017)
- Michel Callot (2017 - presente)